# ICMPv6
| Familie: | Internetprotokollfamilie                                                              |           |                    |        |        |
| Einsatzgebiet: | Obligatorischer Zusatz zu IPv6, Fehlermeldungen, Diagnose, Autoconfiguration, Routing |           |                    |        |        |
| \| Internet \| ICMPv6 \| ICMPv6 \| ICMPv6 \| ICMPv6 \| ICMPv6 \| \| Internet \| IPv6 \| \| \| \| \| \| Netzzugang \| Ethernet \| Token Bus \| IEEE 802.11a/b/g/n \| FDDI \| … \| |                                                                                       |           |                    |        |        |
| Standards: | - RFC 8200 (2017) - RFC 4443 (2006)                                                   |           |                    |        |        |
| Internet | ICMPv6                                                                                | ICMPv6    | ICMPv6             | ICMPv6 | ICMPv6 |
| Internet | IPv6                                                                                  |           |                    |        |        |
| Netzzugang | Ethernet                                                                              | Token Bus | IEEE 802.11a/b/g/n | FDDI   | …      |

Das Internet Control Message Protocol for the Internet Protocol Version 6 (ICMPv6) ist die mit IPv6 zusammen verwendete Version des Internet Control Message Protocol. Es dient, wie schon bei IPv4, in Netzwerken zum Austausch von Fehler- und Informationsmeldungen. Zusätzlich findet es aber noch im Neighbor Discovery Protocol, dem Ersatz des Address Resolution Protocol, Verwendung.
Im Gegensatz zum ICMP bei IPv4 ist ICMPv6 zwingend für den Betrieb von IPv6 nötig. Ein generelles Blockieren von ICMPv6 auf der Firewall führt dazu, dass IPv6 nicht funktioniert (RFC 4890).
ICMPv6 dient als Hilfsprotokoll für IPv6, ist ebenfalls in der Vermittlungsschicht (OSI-Schicht 3) angesiedelt und nutzt das IPv6-Protokoll zum Versand von ICMP-Nachrichten. Als Protokoll-Nummer wird dabei 58 ins Next-Header-Feld des IPv6-Headers eingefügt.

## ICMPv6-Header
| + | Bits 0–7           | Bits 0–7           | Bits 0–7           | Bits 0–7           | Bits 0–7           | Bits 0–7           | Bits 0–7           | Bits 0–7           | Bits 8–15          | Bits 8–15          | Bits 8–15          | Bits 8–15          | Bits 8–15          | Bits 8–15          | Bits 8–15          | Bits 8–15          | Bits 16–23         | Bits 16–23         | Bits 16–23         | Bits 16–23         | Bits 16–23         | Bits 16–23         | Bits 16–23         | Bits 16–23         | Bits 24–31         | Bits 24–31         | Bits 24–31         | Bits 24–31         | Bits 24–31         | Bits 24–31         | Bits 24–31         | Bits 24–31         |
| - | ------------------ | ------------------ | ------------------ | ------------------ | ------------------ | ------------------ | ------------------ | ------------------ | ------------------ | ------------------ | ------------------ | ------------------ | ------------------ | ------------------ | ------------------ | ------------------ | ------------------ | ------------------ | ------------------ | ------------------ | ------------------ | ------------------ | ------------------ | ------------------ | ------------------ | ------------------ | ------------------ | ------------------ | ------------------ | ------------------ | ------------------ | ------------------ |
| 0 | Type               | Type               | Type               | Type               | Type               | Type               | Type               | Type               | Code               | Code               | Code               | Code               | Code               | Code               | Code               | Code               | Prüfsumme          | Prüfsumme          | Prüfsumme          | Prüfsumme          | Prüfsumme          | Prüfsumme          | Prüfsumme          | Prüfsumme          | Prüfsumme          | Prüfsumme          | Prüfsumme          | Prüfsumme          | Prüfsumme          | Prüfsumme          | Prüfsumme          | Prüfsumme          |
| … | ICMPv6-Nachricht … | ICMPv6-Nachricht … | ICMPv6-Nachricht … | ICMPv6-Nachricht … | ICMPv6-Nachricht … | ICMPv6-Nachricht … | ICMPv6-Nachricht … | ICMPv6-Nachricht … | ICMPv6-Nachricht … | ICMPv6-Nachricht … | ICMPv6-Nachricht … | ICMPv6-Nachricht … | ICMPv6-Nachricht … | ICMPv6-Nachricht … | ICMPv6-Nachricht … | ICMPv6-Nachricht … | ICMPv6-Nachricht … | ICMPv6-Nachricht … | ICMPv6-Nachricht … | ICMPv6-Nachricht … | ICMPv6-Nachricht … | ICMPv6-Nachricht … | ICMPv6-Nachricht … | ICMPv6-Nachricht … | ICMPv6-Nachricht … | ICMPv6-Nachricht … | ICMPv6-Nachricht … | ICMPv6-Nachricht … | ICMPv6-Nachricht … | ICMPv6-Nachricht … | ICMPv6-Nachricht … | ICMPv6-Nachricht … |

Das Feld Type gibt die Klasse der ICMP-Nachricht an, welche mit dem Feld Code genauer spezifiziert werden kann. Die Prüfsumme wird zur Verifizierung der Gültigkeit des ICMPv6-Pakets benutzt. Der restliche Inhalt der ICMP-Nachricht wird durch den jeweiligen Typ bestimmt. Bei Fehlernachrichten wird nach den möglichen zusätzlichen Feldern immer noch so viel wie möglich vom fehlerverursachenden Paket angehängt.

### ICMPv6-Typen
Die Nachrichten-Typen werden in zwei Gruppen unterteilt. Die ersten 128 Typen (0–127) mit dem höchstwertigen Bit (engl. most significant bit) auf 0, sind Fehlernachrichten. Die zweiten 128 Typen (128–255), mit dem höchstwertigen Bit auf 1, sind Informationsnachrichten.
| Type | Beschreibung            | RFC      |
| ---- | ----------------------- | -------- |
| 1    | Destination Unreachable | RFC 4443 |
| 2    | Packet Too Big          | RFC 4443 |
| 3    | Time Exceeded           | RFC 4443 |
| 4    | Parameter Problem       | RFC 4443 |
| 100  | Private experimentation |          |
| 101  | Private experimentation |          |

| Type | Beschreibung                                                              | RFC                   |
| ---- | ------------------------------------------------------------------------- | --------------------- |
| 128  | Echo Request                                                              | RFC 4443              |
| 129  | Echo Reply                                                                | RFC 4443              |
| 130  | Multicast Listener Query                                                  | RFC 2710 und RFC 3810 |
| 131  | Version 1 Multicast Listener Report                                       | RFC 2710              |
| 132  | Multicast Listener Done                                                   | RFC 2710              |
| 133  | Router Solicitation                                                       | RFC 4861              |
| 134  | Router Advertisement                                                      | RFC 4861              |
| 135  | Neighbor Solicitation                                                     | RFC 4861              |
| 136  | Neighbor Advertisement                                                    | RFC 4861              |
| 137  | Redirect                                                                  | RFC 4861              |
| 138  | Router Renumbering                                                        | RFC 2894              |
| 139  | ICMP Node Information Query                                               | RFC 4620              |
| 140  | ICMP Node Information Response                                            | RFC 4620              |
| 141  | Inverse Neighbor Discovery Solicitation Message                           | RFC 3122              |
| 142  | Inverse Neighbor Discovery Advertisement Message                          | RFC 3122              |
| 143  | Version 2 Multicast Listener Report                                       | RFC 3810              |
| 144  | Home Agent Address Discovery Request Message                              | RFC 3775              |
| 145  | Home Agent Address Discovery Reply Message                                | RFC 3775              |
| 146  | Mobile Prefix Solicitation                                                | RFC 3775              |
| 147  | Mobile Prefix Advertisement                                               | RFC 3775              |
| 148  | Certification Path Solicitation Message                                   | RFC 3971              |
| 149  | Certification Path Advertisement Message                                  | RFC 3971              |
| 150  | ICMP messages utilized by experimental mobility protocols such as Seamoby | RFC 4065              |
| 151  | Multicast Router Advertisement                                            | RFC 4286              |
| 152  | Multicast Router Solicitation                                             | RFC 4286              |
| 153  | Multicast Router Termination                                              | RFC 4286              |
| 155  | RPL Control Message                                                       | RFC 6550              |
| 200  | Private experimentation                                                   |                       |
| 201  | Private experimentation                                                   |                       |
| 255  | Reserved for expansion of ICMPv6 informational messages                   |                       |

### Prüfsumme
| +   | Bits 0–7              | Bits 0–7              | Bits 0–7              | Bits 0–7              | Bits 0–7              | Bits 0–7              | Bits 0–7              | Bits 0–7              | Bits 8–15             | Bits 8–15             | Bits 8–15             | Bits 8–15             | Bits 8–15             | Bits 8–15             | Bits 8–15             | Bits 8–15             | Bits 16–23            | Bits 16–23            | Bits 16–23            | Bits 16–23            | Bits 16–23            | Bits 16–23            | Bits 16–23            | Bits 16–23            | Bits 24–31            | Bits 24–31            | Bits 24–31            | Bits 24–31            | Bits 24–31            | Bits 24–31            | Bits 24–31            | Bits 24–31            |
| --- | --------------------- | --------------------- | --------------------- | --------------------- | --------------------- | --------------------- | --------------------- | --------------------- | --------------------- | --------------------- | --------------------- | --------------------- | --------------------- | --------------------- | --------------------- | --------------------- | --------------------- | --------------------- | --------------------- | --------------------- | --------------------- | --------------------- | --------------------- | --------------------- | --------------------- | --------------------- | --------------------- | --------------------- | --------------------- | --------------------- | --------------------- | --------------------- |
| 0   | IPv6-Absender-Adresse | IPv6-Absender-Adresse | IPv6-Absender-Adresse | IPv6-Absender-Adresse | IPv6-Absender-Adresse | IPv6-Absender-Adresse | IPv6-Absender-Adresse | IPv6-Absender-Adresse | IPv6-Absender-Adresse | IPv6-Absender-Adresse | IPv6-Absender-Adresse | IPv6-Absender-Adresse | IPv6-Absender-Adresse | IPv6-Absender-Adresse | IPv6-Absender-Adresse | IPv6-Absender-Adresse | IPv6-Absender-Adresse | IPv6-Absender-Adresse | IPv6-Absender-Adresse | IPv6-Absender-Adresse | IPv6-Absender-Adresse | IPv6-Absender-Adresse | IPv6-Absender-Adresse | IPv6-Absender-Adresse | IPv6-Absender-Adresse | IPv6-Absender-Adresse | IPv6-Absender-Adresse | IPv6-Absender-Adresse | IPv6-Absender-Adresse | IPv6-Absender-Adresse | IPv6-Absender-Adresse | IPv6-Absender-Adresse |
| 32  | IPv6-Absender-Adresse | IPv6-Absender-Adresse | IPv6-Absender-Adresse | IPv6-Absender-Adresse | IPv6-Absender-Adresse | IPv6-Absender-Adresse | IPv6-Absender-Adresse | IPv6-Absender-Adresse | IPv6-Absender-Adresse | IPv6-Absender-Adresse | IPv6-Absender-Adresse | IPv6-Absender-Adresse | IPv6-Absender-Adresse | IPv6-Absender-Adresse | IPv6-Absender-Adresse | IPv6-Absender-Adresse | IPv6-Absender-Adresse | IPv6-Absender-Adresse | IPv6-Absender-Adresse | IPv6-Absender-Adresse | IPv6-Absender-Adresse | IPv6-Absender-Adresse | IPv6-Absender-Adresse | IPv6-Absender-Adresse | IPv6-Absender-Adresse | IPv6-Absender-Adresse | IPv6-Absender-Adresse | IPv6-Absender-Adresse | IPv6-Absender-Adresse | IPv6-Absender-Adresse | IPv6-Absender-Adresse | IPv6-Absender-Adresse |
| 64  | IPv6-Absender-Adresse | IPv6-Absender-Adresse | IPv6-Absender-Adresse | IPv6-Absender-Adresse | IPv6-Absender-Adresse | IPv6-Absender-Adresse | IPv6-Absender-Adresse | IPv6-Absender-Adresse | IPv6-Absender-Adresse | IPv6-Absender-Adresse | IPv6-Absender-Adresse | IPv6-Absender-Adresse | IPv6-Absender-Adresse | IPv6-Absender-Adresse | IPv6-Absender-Adresse | IPv6-Absender-Adresse | IPv6-Absender-Adresse | IPv6-Absender-Adresse | IPv6-Absender-Adresse | IPv6-Absender-Adresse | IPv6-Absender-Adresse | IPv6-Absender-Adresse | IPv6-Absender-Adresse | IPv6-Absender-Adresse | IPv6-Absender-Adresse | IPv6-Absender-Adresse | IPv6-Absender-Adresse | IPv6-Absender-Adresse | IPv6-Absender-Adresse | IPv6-Absender-Adresse | IPv6-Absender-Adresse | IPv6-Absender-Adresse |
| 96  | IPv6-Absender-Adresse | IPv6-Absender-Adresse | IPv6-Absender-Adresse | IPv6-Absender-Adresse | IPv6-Absender-Adresse | IPv6-Absender-Adresse | IPv6-Absender-Adresse | IPv6-Absender-Adresse | IPv6-Absender-Adresse | IPv6-Absender-Adresse | IPv6-Absender-Adresse | IPv6-Absender-Adresse | IPv6-Absender-Adresse | IPv6-Absender-Adresse | IPv6-Absender-Adresse | IPv6-Absender-Adresse | IPv6-Absender-Adresse | IPv6-Absender-Adresse | IPv6-Absender-Adresse | IPv6-Absender-Adresse | IPv6-Absender-Adresse | IPv6-Absender-Adresse | IPv6-Absender-Adresse | IPv6-Absender-Adresse | IPv6-Absender-Adresse | IPv6-Absender-Adresse | IPv6-Absender-Adresse | IPv6-Absender-Adresse | IPv6-Absender-Adresse | IPv6-Absender-Adresse | IPv6-Absender-Adresse | IPv6-Absender-Adresse |
| 128 | IPv6-Ziel-Adresse     | IPv6-Ziel-Adresse     | IPv6-Ziel-Adresse     | IPv6-Ziel-Adresse     | IPv6-Ziel-Adresse     | IPv6-Ziel-Adresse     | IPv6-Ziel-Adresse     | IPv6-Ziel-Adresse     | IPv6-Ziel-Adresse     | IPv6-Ziel-Adresse     | IPv6-Ziel-Adresse     | IPv6-Ziel-Adresse     | IPv6-Ziel-Adresse     | IPv6-Ziel-Adresse     | IPv6-Ziel-Adresse     | IPv6-Ziel-Adresse     | IPv6-Ziel-Adresse     | IPv6-Ziel-Adresse     | IPv6-Ziel-Adresse     | IPv6-Ziel-Adresse     | IPv6-Ziel-Adresse     | IPv6-Ziel-Adresse     | IPv6-Ziel-Adresse     | IPv6-Ziel-Adresse     | IPv6-Ziel-Adresse     | IPv6-Ziel-Adresse     | IPv6-Ziel-Adresse     | IPv6-Ziel-Adresse     | IPv6-Ziel-Adresse     | IPv6-Ziel-Adresse     | IPv6-Ziel-Adresse     | IPv6-Ziel-Adresse     |
| 160 | IPv6-Ziel-Adresse     | IPv6-Ziel-Adresse     | IPv6-Ziel-Adresse     | IPv6-Ziel-Adresse     | IPv6-Ziel-Adresse     | IPv6-Ziel-Adresse     | IPv6-Ziel-Adresse     | IPv6-Ziel-Adresse     | IPv6-Ziel-Adresse     | IPv6-Ziel-Adresse     | IPv6-Ziel-Adresse     | IPv6-Ziel-Adresse     | IPv6-Ziel-Adresse     | IPv6-Ziel-Adresse     | IPv6-Ziel-Adresse     | IPv6-Ziel-Adresse     | IPv6-Ziel-Adresse     | IPv6-Ziel-Adresse     | IPv6-Ziel-Adresse     | IPv6-Ziel-Adresse     | IPv6-Ziel-Adresse     | IPv6-Ziel-Adresse     | IPv6-Ziel-Adresse     | IPv6-Ziel-Adresse     | IPv6-Ziel-Adresse     | IPv6-Ziel-Adresse     | IPv6-Ziel-Adresse     | IPv6-Ziel-Adresse     | IPv6-Ziel-Adresse     | IPv6-Ziel-Adresse     | IPv6-Ziel-Adresse     | IPv6-Ziel-Adresse     |
| 192 | IPv6-Ziel-Adresse     | IPv6-Ziel-Adresse     | IPv6-Ziel-Adresse     | IPv6-Ziel-Adresse     | IPv6-Ziel-Adresse     | IPv6-Ziel-Adresse     | IPv6-Ziel-Adresse     | IPv6-Ziel-Adresse     | IPv6-Ziel-Adresse     | IPv6-Ziel-Adresse     | IPv6-Ziel-Adresse     | IPv6-Ziel-Adresse     | IPv6-Ziel-Adresse     | IPv6-Ziel-Adresse     | IPv6-Ziel-Adresse     | IPv6-Ziel-Adresse     | IPv6-Ziel-Adresse     | IPv6-Ziel-Adresse     | IPv6-Ziel-Adresse     | IPv6-Ziel-Adresse     | IPv6-Ziel-Adresse     | IPv6-Ziel-Adresse     | IPv6-Ziel-Adresse     | IPv6-Ziel-Adresse     | IPv6-Ziel-Adresse     | IPv6-Ziel-Adresse     | IPv6-Ziel-Adresse     | IPv6-Ziel-Adresse     | IPv6-Ziel-Adresse     | IPv6-Ziel-Adresse     | IPv6-Ziel-Adresse     | IPv6-Ziel-Adresse     |
| 224 | IPv6-Ziel-Adresse     | IPv6-Ziel-Adresse     | IPv6-Ziel-Adresse     | IPv6-Ziel-Adresse     | IPv6-Ziel-Adresse     | IPv6-Ziel-Adresse     | IPv6-Ziel-Adresse     | IPv6-Ziel-Adresse     | IPv6-Ziel-Adresse     | IPv6-Ziel-Adresse     | IPv6-Ziel-Adresse     | IPv6-Ziel-Adresse     | IPv6-Ziel-Adresse     | IPv6-Ziel-Adresse     | IPv6-Ziel-Adresse     | IPv6-Ziel-Adresse     | IPv6-Ziel-Adresse     | IPv6-Ziel-Adresse     | IPv6-Ziel-Adresse     | IPv6-Ziel-Adresse     | IPv6-Ziel-Adresse     | IPv6-Ziel-Adresse     | IPv6-Ziel-Adresse     | IPv6-Ziel-Adresse     | IPv6-Ziel-Adresse     | IPv6-Ziel-Adresse     | IPv6-Ziel-Adresse     | IPv6-Ziel-Adresse     | IPv6-Ziel-Adresse     | IPv6-Ziel-Adresse     | IPv6-Ziel-Adresse     | IPv6-Ziel-Adresse     |
| 256 | IPv6-Nutzlast-Größe   | IPv6-Nutzlast-Größe   | IPv6-Nutzlast-Größe   | IPv6-Nutzlast-Größe   | IPv6-Nutzlast-Größe   | IPv6-Nutzlast-Größe   | IPv6-Nutzlast-Größe   | IPv6-Nutzlast-Größe   | IPv6-Nutzlast-Größe   | IPv6-Nutzlast-Größe   | IPv6-Nutzlast-Größe   | IPv6-Nutzlast-Größe   | IPv6-Nutzlast-Größe   | IPv6-Nutzlast-Größe   | IPv6-Nutzlast-Größe   | IPv6-Nutzlast-Größe   | IPv6-Nutzlast-Größe   | IPv6-Nutzlast-Größe   | IPv6-Nutzlast-Größe   | IPv6-Nutzlast-Größe   | IPv6-Nutzlast-Größe   | IPv6-Nutzlast-Größe   | IPv6-Nutzlast-Größe   | IPv6-Nutzlast-Größe   | IPv6-Nutzlast-Größe   | IPv6-Nutzlast-Größe   | IPv6-Nutzlast-Größe   | IPv6-Nutzlast-Größe   | IPv6-Nutzlast-Größe   | IPv6-Nutzlast-Größe   | IPv6-Nutzlast-Größe   | IPv6-Nutzlast-Größe   |
| 288 | Checksumme 0          | Checksumme 0          | Checksumme 0          | Checksumme 0          | Checksumme 0          | Checksumme 0          | Checksumme 0          | Checksumme 0          | Checksumme 0          | Checksumme 0          | Checksumme 0          | Checksumme 0          | Checksumme 0          | Checksumme 0          | Checksumme 0          | Checksumme 0          | Checksumme 0          | Checksumme 0          | Checksumme 0          | Checksumme 0          | Checksumme 0          | Checksumme 0          | Checksumme 0          | Checksumme 0          | Next Header 58        | Next Header 58        | Next Header 58        | Next Header 58        | Next Header 58        | Next Header 58        | Next Header 58        | Next Header 58        |

Die Prüfsumme (engl. checksum) eines ICMPv6-Pakets ist ein 16-Bit-Einerkomplement der Summe des Einerkomplements der gesamten ICMPv6-Nachricht. Zusätzlich zur Nachricht wird noch ein IPv6-Pseudoheader vorne angehängt. Zur Berechnung der Prüfsumme wird das Prüfsummenfeld auf 0 gesetzt. Der zur Berechnung der Prüfsumme verwendete Pseudoheader sieht wie im Schema nebenan aus.
Dies ist eine der Neuerungen von ICMPv6 gegenüber ICMP, wo die Prüfsumme nur über den ICMP-Header berechnet wurde.

## ICMPv6-Verarbeitung
Für die Verarbeitung von ICMPv6-Nachrichten gelten folgende Regeln:
- Unbekannte ICMPv6-Fehlernachrichten müssen an die darüberliegende Netzwerkschicht weitergereicht werden.
- Unbekannte ICMPv6-Informationsnachrichten müssen ohne Benachrichtigung des Absenders verworfen werden.
- Jeder Fehlernachricht wird am Ende so viel wie möglich des fehlerverursachenden Pakets angehängt.
- Die Protokollnummer zum Weiterreichen von unbekannten Fehlernachrichten wird aus dem angehängten Originalpaket entnommen.
- Auf folgende Pakete werden keine Fehlernachrichten versandt:
  - Fehlernachrichten
  - Pakete an Multicast-, Link-Level-Multicast- oder Link-Level-Broadcast-Adressen mit folgenden Ausnahmen:
    - Packet-Too-Big-Nachrichten
    - Parameter-Problem-Nachrichten mit Code 2 – unbekannte IPv6-Option
- Das Netz darf nicht mit ICMPv6-Fehlernachrichten geflutet werden.

## ICMP-Standard-Typen

### Destination Unreachable – Type 1
| +  | Bits 0–7           | Bits 0–7           | Bits 0–7           | Bits 0–7           | Bits 0–7           | Bits 0–7           | Bits 0–7           | Bits 0–7           | Bits 8–15          | Bits 8–15          | Bits 8–15          | Bits 8–15          | Bits 8–15          | Bits 8–15          | Bits 8–15          | Bits 8–15          | Bits 16–23         | Bits 16–23         | Bits 16–23         | Bits 16–23         | Bits 16–23         | Bits 16–23         | Bits 16–23         | Bits 16–23         | Bits 24–31         | Bits 24–31         | Bits 24–31         | Bits 24–31         | Bits 24–31         | Bits 24–31         | Bits 24–31         | Bits 24–31         |
| -- | ------------------ | ------------------ | ------------------ | ------------------ | ------------------ | ------------------ | ------------------ | ------------------ | ------------------ | ------------------ | ------------------ | ------------------ | ------------------ | ------------------ | ------------------ | ------------------ | ------------------ | ------------------ | ------------------ | ------------------ | ------------------ | ------------------ | ------------------ | ------------------ | ------------------ | ------------------ | ------------------ | ------------------ | ------------------ | ------------------ | ------------------ | ------------------ |
| 0  | Type               | Type               | Type               | Type               | Type               | Type               | Type               | Type               | Code               | Code               | Code               | Code               | Code               | Code               | Code               | Code               | Prüfsumme          | Prüfsumme          | Prüfsumme          | Prüfsumme          | Prüfsumme          | Prüfsumme          | Prüfsumme          | Prüfsumme          | Prüfsumme          | Prüfsumme          | Prüfsumme          | Prüfsumme          | Prüfsumme          | Prüfsumme          | Prüfsumme          | Prüfsumme          |
| 32 | Unbenutzt          | Unbenutzt          | Unbenutzt          | Unbenutzt          | Unbenutzt          | Unbenutzt          | Unbenutzt          | Unbenutzt          | Unbenutzt          | Unbenutzt          | Unbenutzt          | Unbenutzt          | Unbenutzt          | Unbenutzt          | Unbenutzt          | Unbenutzt          | Unbenutzt          | Unbenutzt          | Unbenutzt          | Unbenutzt          | Unbenutzt          | Unbenutzt          | Unbenutzt          | Unbenutzt          | Unbenutzt          | Unbenutzt          | Unbenutzt          | Unbenutzt          | Unbenutzt          | Unbenutzt          | Unbenutzt          | Unbenutzt          |
| …  | Fehlerhaftes Paket | Fehlerhaftes Paket | Fehlerhaftes Paket | Fehlerhaftes Paket | Fehlerhaftes Paket | Fehlerhaftes Paket | Fehlerhaftes Paket | Fehlerhaftes Paket | Fehlerhaftes Paket | Fehlerhaftes Paket | Fehlerhaftes Paket | Fehlerhaftes Paket | Fehlerhaftes Paket | Fehlerhaftes Paket | Fehlerhaftes Paket | Fehlerhaftes Paket | Fehlerhaftes Paket | Fehlerhaftes Paket | Fehlerhaftes Paket | Fehlerhaftes Paket | Fehlerhaftes Paket | Fehlerhaftes Paket | Fehlerhaftes Paket | Fehlerhaftes Paket | Fehlerhaftes Paket | Fehlerhaftes Paket | Fehlerhaftes Paket | Fehlerhaftes Paket | Fehlerhaftes Paket | Fehlerhaftes Paket | Fehlerhaftes Paket | Fehlerhaftes Paket |

Destination-Unreachable-Nachrichten sollten vom Router erzeugt werden, wenn ein Paket nicht ausgeliefert werden konnte. Wenn das Paket wegen Überlastung fallen gelassen wurde, muss keine Destination Unreachable versandt werden.
Wenn das Paket wegen fehlender Routen nicht ausgeliefert wurde, wird der Code 0 gesetzt. Ist das Ausliefern administrativ verboten (Firewall), wird der Code 1 gesetzt. Wenn der Router die IPv6-Adresse nicht auflösen kann, oder ein Problem mit dem Link hat, wird der Code 3 gesetzt. Wenn ein Zielhost für ein UDP-Paket keinen Listener hat, sollte er ein Destination Unreachable mit Code 4 versenden.
Wenn ein Destination Unreachable empfangen wird, muss es der darüberliegenden Schicht weitergereicht werden.

### Packet Too Big – Type 2
| +  | Bits 0–7           | Bits 0–7           | Bits 0–7           | Bits 0–7           | Bits 0–7           | Bits 0–7           | Bits 0–7           | Bits 0–7           | Bits 8–15          | Bits 8–15          | Bits 8–15          | Bits 8–15          | Bits 8–15          | Bits 8–15          | Bits 8–15          | Bits 8–15          | Bits 16–23         | Bits 16–23         | Bits 16–23         | Bits 16–23         | Bits 16–23         | Bits 16–23         | Bits 16–23         | Bits 16–23         | Bits 24–31         | Bits 24–31         | Bits 24–31         | Bits 24–31         | Bits 24–31         | Bits 24–31         | Bits 24–31         | Bits 24–31         |
| -- | ------------------ | ------------------ | ------------------ | ------------------ | ------------------ | ------------------ | ------------------ | ------------------ | ------------------ | ------------------ | ------------------ | ------------------ | ------------------ | ------------------ | ------------------ | ------------------ | ------------------ | ------------------ | ------------------ | ------------------ | ------------------ | ------------------ | ------------------ | ------------------ | ------------------ | ------------------ | ------------------ | ------------------ | ------------------ | ------------------ | ------------------ | ------------------ |
| 0  | Type               | Type               | Type               | Type               | Type               | Type               | Type               | Type               | Code               | Code               | Code               | Code               | Code               | Code               | Code               | Code               | Prüfsumme          | Prüfsumme          | Prüfsumme          | Prüfsumme          | Prüfsumme          | Prüfsumme          | Prüfsumme          | Prüfsumme          | Prüfsumme          | Prüfsumme          | Prüfsumme          | Prüfsumme          | Prüfsumme          | Prüfsumme          | Prüfsumme          | Prüfsumme          |
| 32 | MTU                | MTU                | MTU                | MTU                | MTU                | MTU                | MTU                | MTU                | MTU                | MTU                | MTU                | MTU                | MTU                | MTU                | MTU                | MTU                | MTU                | MTU                | MTU                | MTU                | MTU                | MTU                | MTU                | MTU                | MTU                | MTU                | MTU                | MTU                | MTU                | MTU                | MTU                | MTU                |
| …  | Fehlerhaftes Paket | Fehlerhaftes Paket | Fehlerhaftes Paket | Fehlerhaftes Paket | Fehlerhaftes Paket | Fehlerhaftes Paket | Fehlerhaftes Paket | Fehlerhaftes Paket | Fehlerhaftes Paket | Fehlerhaftes Paket | Fehlerhaftes Paket | Fehlerhaftes Paket | Fehlerhaftes Paket | Fehlerhaftes Paket | Fehlerhaftes Paket | Fehlerhaftes Paket | Fehlerhaftes Paket | Fehlerhaftes Paket | Fehlerhaftes Paket | Fehlerhaftes Paket | Fehlerhaftes Paket | Fehlerhaftes Paket | Fehlerhaftes Paket | Fehlerhaftes Paket | Fehlerhaftes Paket | Fehlerhaftes Paket | Fehlerhaftes Paket | Fehlerhaftes Paket | Fehlerhaftes Paket | Fehlerhaftes Paket | Fehlerhaftes Paket | Fehlerhaftes Paket |

Eine Packet-Too-Big-Nachricht muss vom Router erzeugt werden, wenn ein Paket nicht weitergeleitet werden kann, weil es größer ist als die maximale MTU des Links, über den es versendet werden soll. Packet-Too-Big-Nachrichten werden vom Path MTU Discovery gebraucht, um die pfadabhängige MTU zu ermitteln.
Der Code sollte vom Sender auf 0 gesetzt und vom Empfänger ignoriert werden.
Wenn ein Packet Too Big empfangen wird, muss es dem darüberliegenden Layer weitergereicht werden.

### Time Exceeded – Type 3
| +  | Bits 0–7           | Bits 0–7           | Bits 0–7           | Bits 0–7           | Bits 0–7           | Bits 0–7           | Bits 0–7           | Bits 0–7           | Bits 8–15          | Bits 8–15          | Bits 8–15          | Bits 8–15          | Bits 8–15          | Bits 8–15          | Bits 8–15          | Bits 8–15          | Bits 16–23         | Bits 16–23         | Bits 16–23         | Bits 16–23         | Bits 16–23         | Bits 16–23         | Bits 16–23         | Bits 16–23         | Bits 24–31         | Bits 24–31         | Bits 24–31         | Bits 24–31         | Bits 24–31         | Bits 24–31         | Bits 24–31         | Bits 24–31         |
| -- | ------------------ | ------------------ | ------------------ | ------------------ | ------------------ | ------------------ | ------------------ | ------------------ | ------------------ | ------------------ | ------------------ | ------------------ | ------------------ | ------------------ | ------------------ | ------------------ | ------------------ | ------------------ | ------------------ | ------------------ | ------------------ | ------------------ | ------------------ | ------------------ | ------------------ | ------------------ | ------------------ | ------------------ | ------------------ | ------------------ | ------------------ | ------------------ |
| 0  | Type               | Type               | Type               | Type               | Type               | Type               | Type               | Type               | Code               | Code               | Code               | Code               | Code               | Code               | Code               | Code               | Prüfsumme          | Prüfsumme          | Prüfsumme          | Prüfsumme          | Prüfsumme          | Prüfsumme          | Prüfsumme          | Prüfsumme          | Prüfsumme          | Prüfsumme          | Prüfsumme          | Prüfsumme          | Prüfsumme          | Prüfsumme          | Prüfsumme          | Prüfsumme          |
| 32 | Unbenutzt          | Unbenutzt          | Unbenutzt          | Unbenutzt          | Unbenutzt          | Unbenutzt          | Unbenutzt          | Unbenutzt          | Unbenutzt          | Unbenutzt          | Unbenutzt          | Unbenutzt          | Unbenutzt          | Unbenutzt          | Unbenutzt          | Unbenutzt          | Unbenutzt          | Unbenutzt          | Unbenutzt          | Unbenutzt          | Unbenutzt          | Unbenutzt          | Unbenutzt          | Unbenutzt          | Unbenutzt          | Unbenutzt          | Unbenutzt          | Unbenutzt          | Unbenutzt          | Unbenutzt          | Unbenutzt          | Unbenutzt          |
| …  | Fehlerhaftes Paket | Fehlerhaftes Paket | Fehlerhaftes Paket | Fehlerhaftes Paket | Fehlerhaftes Paket | Fehlerhaftes Paket | Fehlerhaftes Paket | Fehlerhaftes Paket | Fehlerhaftes Paket | Fehlerhaftes Paket | Fehlerhaftes Paket | Fehlerhaftes Paket | Fehlerhaftes Paket | Fehlerhaftes Paket | Fehlerhaftes Paket | Fehlerhaftes Paket | Fehlerhaftes Paket | Fehlerhaftes Paket | Fehlerhaftes Paket | Fehlerhaftes Paket | Fehlerhaftes Paket | Fehlerhaftes Paket | Fehlerhaftes Paket | Fehlerhaftes Paket | Fehlerhaftes Paket | Fehlerhaftes Paket | Fehlerhaftes Paket | Fehlerhaftes Paket | Fehlerhaftes Paket | Fehlerhaftes Paket | Fehlerhaftes Paket | Fehlerhaftes Paket |

Wenn ein Router ein Paket mit einem Hop-Limit von 0 erhält, oder den Time-to-Live-Wert auf 0 reduziert, muss er das Paket verwerfen und ein Time Exceeded mit Code 0 an den Absender versenden. Das zeigt entweder eine Endlosschleife im Routing an oder ein zu kleines anfängliches Hop-Limit.
Wenn von einer fragmentierten Nachricht nicht alle Fragmente innerhalb einer gewissen Zeit ankommen, wird das Paket verworfen und es muss ein Time Exceeded mit Code 1 versendet werden.

### Parameter Problem – Type 4
| +  | Bits 0–7           | Bits 0–7           | Bits 0–7           | Bits 0–7           | Bits 0–7           | Bits 0–7           | Bits 0–7           | Bits 0–7           | Bits 8–15          | Bits 8–15          | Bits 8–15          | Bits 8–15          | Bits 8–15          | Bits 8–15          | Bits 8–15          | Bits 8–15          | Bits 16–23         | Bits 16–23         | Bits 16–23         | Bits 16–23         | Bits 16–23         | Bits 16–23         | Bits 16–23         | Bits 16–23         | Bits 24–31         | Bits 24–31         | Bits 24–31         | Bits 24–31         | Bits 24–31         | Bits 24–31         | Bits 24–31         | Bits 24–31         |
| -- | ------------------ | ------------------ | ------------------ | ------------------ | ------------------ | ------------------ | ------------------ | ------------------ | ------------------ | ------------------ | ------------------ | ------------------ | ------------------ | ------------------ | ------------------ | ------------------ | ------------------ | ------------------ | ------------------ | ------------------ | ------------------ | ------------------ | ------------------ | ------------------ | ------------------ | ------------------ | ------------------ | ------------------ | ------------------ | ------------------ | ------------------ | ------------------ |
| 0  | Type               | Type               | Type               | Type               | Type               | Type               | Type               | Type               | Code               | Code               | Code               | Code               | Code               | Code               | Code               | Code               | Prüfsumme          | Prüfsumme          | Prüfsumme          | Prüfsumme          | Prüfsumme          | Prüfsumme          | Prüfsumme          | Prüfsumme          | Prüfsumme          | Prüfsumme          | Prüfsumme          | Prüfsumme          | Prüfsumme          | Prüfsumme          | Prüfsumme          | Prüfsumme          |
| 32 | Pointer            | Pointer            | Pointer            | Pointer            | Pointer            | Pointer            | Pointer            | Pointer            | Pointer            | Pointer            | Pointer            | Pointer            | Pointer            | Pointer            | Pointer            | Pointer            | Pointer            | Pointer            | Pointer            | Pointer            | Pointer            | Pointer            | Pointer            | Pointer            | Pointer            | Pointer            | Pointer            | Pointer            | Pointer            | Pointer            | Pointer            | Pointer            |
| …  | Fehlerhaftes Paket | Fehlerhaftes Paket | Fehlerhaftes Paket | Fehlerhaftes Paket | Fehlerhaftes Paket | Fehlerhaftes Paket | Fehlerhaftes Paket | Fehlerhaftes Paket | Fehlerhaftes Paket | Fehlerhaftes Paket | Fehlerhaftes Paket | Fehlerhaftes Paket | Fehlerhaftes Paket | Fehlerhaftes Paket | Fehlerhaftes Paket | Fehlerhaftes Paket | Fehlerhaftes Paket | Fehlerhaftes Paket | Fehlerhaftes Paket | Fehlerhaftes Paket | Fehlerhaftes Paket | Fehlerhaftes Paket | Fehlerhaftes Paket | Fehlerhaftes Paket | Fehlerhaftes Paket | Fehlerhaftes Paket | Fehlerhaftes Paket | Fehlerhaftes Paket | Fehlerhaftes Paket | Fehlerhaftes Paket | Fehlerhaftes Paket | Fehlerhaftes Paket |

Wenn ein Host beim Verarbeiten eines IPv6-Pakets ein Problem in einem Feld feststellt und nicht mit der Verarbeitung weiterfahren kann, muss er das Paket verwerfen und eine Parameter-Problem-Nachricht verschicken.
Mit dem Code wird dabei die Art des Problems genauer beschrieben.
| 0 | Fehlerhaftes Header-Feld gefunden                         |
| 1 | Unbekannter Next-Header-Typ gefunden                      |
| 2 | Unbekannte IPv6-Option                                    |
| 3 | Unvollständiger IPv6 Header Chain im ersten IPv6 Fragment |

Der Pointer zeigt dabei auf die Stelle im Paket, an der das Problem aufgetreten ist.

### Echo Request – Type 128
| +  | Bits 0–7       | Bits 0–7       | Bits 0–7       | Bits 0–7       | Bits 0–7       | Bits 0–7       | Bits 0–7       | Bits 0–7       | Bits 8–15      | Bits 8–15      | Bits 8–15      | Bits 8–15      | Bits 8–15      | Bits 8–15      | Bits 8–15      | Bits 8–15      | Bits 16–23    | Bits 16–23    | Bits 16–23    | Bits 16–23    | Bits 16–23    | Bits 16–23    | Bits 16–23    | Bits 16–23    | Bits 24–31    | Bits 24–31    | Bits 24–31    | Bits 24–31    | Bits 24–31    | Bits 24–31    | Bits 24–31    | Bits 24–31    |
| -- | -------------- | -------------- | -------------- | -------------- | -------------- | -------------- | -------------- | -------------- | -------------- | -------------- | -------------- | -------------- | -------------- | -------------- | -------------- | -------------- | ------------- | ------------- | ------------- | ------------- | ------------- | ------------- | ------------- | ------------- | ------------- | ------------- | ------------- | ------------- | ------------- | ------------- | ------------- | ------------- |
| 0  | Type           | Type           | Type           | Type           | Type           | Type           | Type           | Type           | Code           | Code           | Code           | Code           | Code           | Code           | Code           | Code           | Prüfsumme     | Prüfsumme     | Prüfsumme     | Prüfsumme     | Prüfsumme     | Prüfsumme     | Prüfsumme     | Prüfsumme     | Prüfsumme     | Prüfsumme     | Prüfsumme     | Prüfsumme     | Prüfsumme     | Prüfsumme     | Prüfsumme     | Prüfsumme     |
| 32 | Identifikation | Identifikation | Identifikation | Identifikation | Identifikation | Identifikation | Identifikation | Identifikation | Identifikation | Identifikation | Identifikation | Identifikation | Identifikation | Identifikation | Identifikation | Identifikation | Sequenznummer | Sequenznummer | Sequenznummer | Sequenznummer | Sequenznummer | Sequenznummer | Sequenznummer | Sequenznummer | Sequenznummer | Sequenznummer | Sequenznummer | Sequenznummer | Sequenznummer | Sequenznummer | Sequenznummer | Sequenznummer |
| …  | Daten          | Daten          | Daten          | Daten          | Daten          | Daten          | Daten          | Daten          | Daten          | Daten          | Daten          | Daten          | Daten          | Daten          | Daten          | Daten          | Daten         | Daten         | Daten         | Daten         | Daten         | Daten         | Daten         | Daten         | Daten         | Daten         | Daten         | Daten         | Daten         | Daten         | Daten         | Daten         |

Mit einem Echo Request wird um eine Antwort gebeten. Ein Echo Request ist nichts anderes als ein simpler Ping. Das Datenfeld kann mit Daten vergrößert werden, um größere Pakete zu produzieren. So kann man zum Beispiel die MTU ermitteln.
Jedes System muss gemäß RFC auf Echo Requests reagieren und mit Echo Replies antworten. Auch sollte jedes System eine Anwendung zum Versenden und Empfangen von Echo Request/Replies besitzen. Hiervon wird in der Praxis jedoch oft abgewichen, so blockiert beispielsweise die Windows-Firewall standardmäßig ICMPv6-Echo-Request-Anfragen.
Empfangene Echo Request können an Anwendungen weitergeleitet werden, die auf ICMP-Nachrichten horchen.

### Echo Reply – Type 129
| +  | Bits 0–7       | Bits 0–7       | Bits 0–7       | Bits 0–7       | Bits 0–7       | Bits 0–7       | Bits 0–7       | Bits 0–7       | Bits 8–15      | Bits 8–15      | Bits 8–15      | Bits 8–15      | Bits 8–15      | Bits 8–15      | Bits 8–15      | Bits 8–15      | Bits 16–23    | Bits 16–23    | Bits 16–23    | Bits 16–23    | Bits 16–23    | Bits 16–23    | Bits 16–23    | Bits 16–23    | Bits 24–31    | Bits 24–31    | Bits 24–31    | Bits 24–31    | Bits 24–31    | Bits 24–31    | Bits 24–31    | Bits 24–31    |
| -- | -------------- | -------------- | -------------- | -------------- | -------------- | -------------- | -------------- | -------------- | -------------- | -------------- | -------------- | -------------- | -------------- | -------------- | -------------- | -------------- | ------------- | ------------- | ------------- | ------------- | ------------- | ------------- | ------------- | ------------- | ------------- | ------------- | ------------- | ------------- | ------------- | ------------- | ------------- | ------------- |
| 0  | Type           | Type           | Type           | Type           | Type           | Type           | Type           | Type           | Code           | Code           | Code           | Code           | Code           | Code           | Code           | Code           | Prüfsumme     | Prüfsumme     | Prüfsumme     | Prüfsumme     | Prüfsumme     | Prüfsumme     | Prüfsumme     | Prüfsumme     | Prüfsumme     | Prüfsumme     | Prüfsumme     | Prüfsumme     | Prüfsumme     | Prüfsumme     | Prüfsumme     | Prüfsumme     |
| 32 | Identifikation | Identifikation | Identifikation | Identifikation | Identifikation | Identifikation | Identifikation | Identifikation | Identifikation | Identifikation | Identifikation | Identifikation | Identifikation | Identifikation | Identifikation | Identifikation | Sequenznummer | Sequenznummer | Sequenznummer | Sequenznummer | Sequenznummer | Sequenznummer | Sequenznummer | Sequenznummer | Sequenznummer | Sequenznummer | Sequenznummer | Sequenznummer | Sequenznummer | Sequenznummer | Sequenznummer | Sequenznummer |
| …  | Daten          | Daten          | Daten          | Daten          | Daten          | Daten          | Daten          | Daten          | Daten          | Daten          | Daten          | Daten          | Daten          | Daten          | Daten          | Daten          | Daten         | Daten         | Daten         | Daten         | Daten         | Daten         | Daten         | Daten         | Daten         | Daten         | Daten         | Daten         | Daten         | Daten         | Daten         | Daten         |

Auf eine Echo-Request-Nachricht muss mit einem Echo Reply geantwortet werden. Das Paket ist bis auf das Typenfeld dasselbe. Echo-Reply-Nachrichten sollen nur an Unicast-Adressen verschickt werden.
Anhand der Identifikation und der Sequenznummer wird der Empfänger die Antworten zu seinen Anfragen zuordnen können.
Empfangene Echo-Reply-Nachrichten müssen an die Anwendung weitergereicht werden, die den zugehörigen Echo Request versendet hat. An die restlichen auf ICMP horchende Anwendungen kann es weitergereicht werden.

### Multicast Listener Discovery – Type 130
MLD ist die Implementation von IGMP (IPv4) in IPv6. Es wird also genutzt, um Multicast-Abonnements zu verwalten. Dabei entspricht MLDv1 IGMPv2 und MLDv2 IGMPv3. Bei den jeweils neueren Versionen lässt sich bestimmen, welche Quell-Adressen für Multicast-Streams akzeptabel sind. Linux unterstützt es seit 2003 (2.5.68), Windows seit 2006 (Vista), FreeBSD seit 2009 (8.0).